# チャゴス諸島

チャゴス諸島の旗

チャゴス諸島の位置

チャゴス諸島（チャゴスしょとう、英: Chagos Archipelago）は、インド洋にある諸島。オイル諸島（Oil Islands）という旧名もある。モルディブの南1,600kmのところにあり、7つの環礁を中心とした60以上の島で構成されている。最大の島はディエゴガルシア島。インド西岸のラクシャドウィープからモルジブ諸島を経てチャゴス諸島へと至る海底山脈の一部を形成する。
19世紀よりイギリス領インド洋地域の一部としてイギリスが支配し続けたが、旧英領でかつて同じ植民地であったモーリシャスも領有権を主張し、返還を要求してきた。国際連合をはじめとする国際機構もこれに同調し、モーリシャスへの返還が働きかけられてきた結果、イギリス政府は2024年10月3日にモーリシャスへの返還を発表し、両国は2025年5月22日に合意文書に署名した。

## 歴史

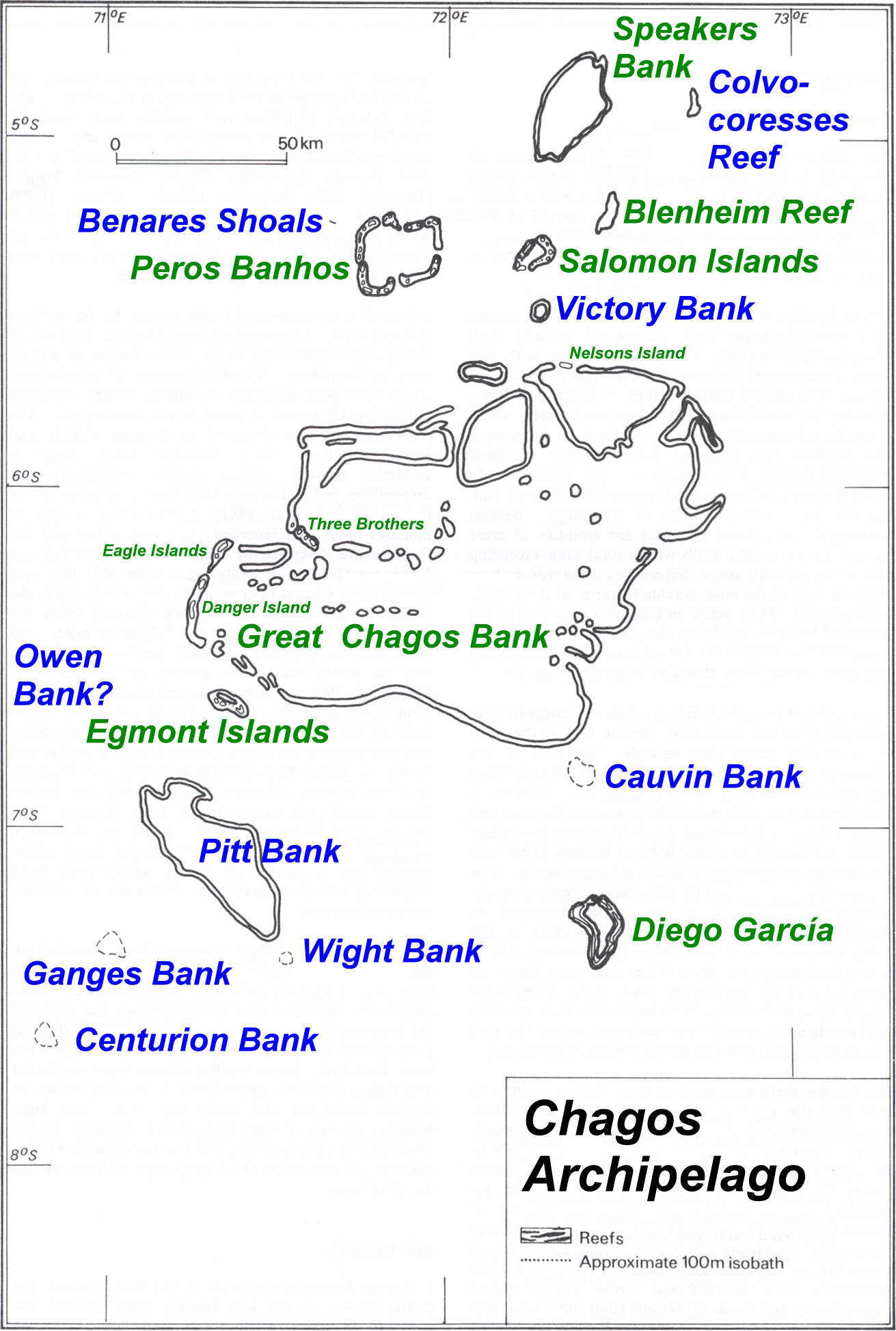
チャゴス諸島：
右下にディエゴガルシア島（Diego Garcia）。 緑色は珊瑚礁の中で上陸できる土地がある島。

モルディブでは古くからチャゴス諸島の存在は知られていたが、モルディブからは遠いことから人の居住はなされなかった。16世紀にポルトガルによって発見された後、18世紀から住民が定住し、1814年よりイギリス領となった。イギリス領モーリシャスの管轄として統治されていたが、1965年にモーリシャスから分離された。1968年にモーリシャスが独立した後も、イギリス領として残された。
20世紀半ばには住民は2,000人ほどとなっていたが、1967年から1971年にかけてモーリシャスへ移住させられている。1965年、チャゴス諸島は英領モーリシャスの一部であり、モーリシャスが自治権を持っていた。この年、イギリスの当時の外務大臣であったマイケル・ステュワートと、後にモーリシャスの首相となるシウサガル・ラングーラムの間の秘密合意（密約）でチャゴス諸島を分離することを条件にモーリシャスが念願の独立を果たし、またチャゴス諸島と引き換えに、イギリスがモーリシャスに400万ポンドを支払うことが決定した。
1966年の英米間の合意により、チャゴス諸島の中で最大面積を持つディエゴガルシア島が、50年間アメリカの軍施設として使われることになった。その後20年の延長も認められており、実際に2016年から20年間の延長がなされている。アメリカが島の全住人を追放することを求め、1968年から1974年にかけて英米によって追放政策が実施された。
2010年にはチャゴス諸島の周辺海域を海洋保護区に指定したが、その真の目的は海洋保護区にして漁業活動などを禁止して、島での生活基盤が成り立たないようにすることで、チャゴス諸島民の帰還を阻止することであったことが、ウィキリークスにより判明している。
2019年に「チャゴス諸島のセガ・タンブール」はUNESCOの無形文化遺産（登録国：モーリシャス）として登録された。

## 領有権問題
モーリシャスは領有権を主張しており、元島民が帰還を求め法廷闘争などを続けるなど、イギリスとの間で帰属争いが続いた。
2000年にはイギリス最高裁判所（貴族院）が、「チャゴス島民の追放は違法であり、ディエゴガルシア島以外の島へは帰還を許可するべきである」という判決を下した。しかし2004年、イギリス政府はこれに対して枢密院を利用し、王室の特権を用いてこの判決を無効にしてしまった。
この件について、2019年2月25日には国際司法裁判所から「英国には、チャゴス諸島の統治を可能な限り迅速に終結させ、モーリシャスに自国領の非植民地化を完了させる義務がある」との勧告がなされ、「モーリシャスの独立後もイギリスが統治し続けているのは違法である」との判断が下された。勧告に拘束力はないが、モーリシャスや元住民は勧告を歓迎し、イギリスは勧告に反論を行った。5月22日、国連総会にてイギリスに対し「6カ月以内にチャゴス諸島の植民地統治を終え、撤退する」よう求める決議が賛成116、反対6、棄権56で採択された。2019年11月22日、イギリス政府は「チャゴス諸島の統治は正当なものである」として国連決議の受け入れを拒否すると発表。
2021年1月28日、国際海洋法裁判所においてモーリシャスとモルディブの海上境界の事案審議が行われている中で、裁判所はイギリスの主権を認めず、モーリシャスへ返還するよう裁定した。2021年8月には万国郵便連合によって、チャゴス諸島より発送される国際郵便にイギリスがイギリス領インド洋地域名義で発行している郵便切手を使用することを認めず、モーリシャス発行の切手を使った郵便物しか有効としないことが決定された。
その後もイギリスは植民地統治と島からの撤退を拒否し続けたが、2024年10月3日、イギリス政府はチャゴス諸島をモーリシャスに返還することを表明した。ただし両国政府の合意により、ディエゴガルシア島にある米英軍基地は引き続き維持され、イギリスによる99年間の運用が認められることとなった。2025年5月22日、両国はチャゴス諸島の主権をモーリシャスに移譲し、基地についてはイギリスが年間1億100万ポンド（約190億円）のリース料をモーリシャスに支払うこととする合意文書に調印した。なお合意の直前にはチャゴス諸島の出身者2人が異議申し立てを行ったが退けられている。

## 主な環礁
- スピーカーバンク（英語版）
- ブレンハイム礁（英語版）
- ペロスバンホス島（英語版）
- サロモン諸島（英語版）
- グレートチャゴス環礁（英語版）
- エグモント諸島（英語版）
- ディエゴガルシア島

## 水没している礁、堆など
水没している礁（Reef、リーフ）、堆（Bank、バンク）など
- Benares Shoals
- Cauvin Bank
- Centurion Bank
- Colvocoresses Reef
- Ganges Bank
- Owen Bank
- Pitt Bank
- Victory Bank
- Wight Bank